# NGC 2194
NGC 2194 est un amas ouvert, situé dans la constellation d'Orion. Il a été découvert par l'astronome germano-britannique William Herschel en 1784.
NGC 2194 est à environ 3 781 pc (∼12 300 al) du système solaire et les dernières estimations donnent un âge de 327 millions d'années. La taille apparente de l'amas est de 9,0 minutes d'arc, ce qui, compte tenu de la distance, donne une taille réelle maximale d'environ 32,3 années-lumière. 
Selon la classification des amas ouverts de Robert Trumpler, cet amas renferme plus de 100 étoiles (lettre r) dont la concentration est moyennement faible (III) et dont les magnitudes se répartissent sur un petit intervalle (le chiffre 1).